# Campylopus concolor
Campylopus concolor är en bladmossart som beskrevs av Bridel 1826. Campylopus concolor ingår i släktet nervmossor, och familjen Dicranaceae. Inga underarter finns listade i Catalogue of Life.